# Temoe
Temoe è un atollo appartenente all'arcipelago delle Isole Gambier nella Polinesia francese. È localizzato 1.700 km a sud-est dell'atollo di Mataiva, posto agli antipodi all'interno dell'arcipelago delle Isole Tuamotu.

## Storia
Il primo contatto europeo documentato fu quello del britannico James Wilson a bordo della nave Duff nel 1797.